# Natalia Streignard
Natalia Martinez Streignard Negri (Madri, 9 de setembro de 1970) é uma atriz espanhola, radicada na Venezuela. 

## Biografia
Natalia nasceu em Madri, sendo filha de mãe argentina e pai é alemão. Quando ela tinha 3 anos, toda a sua família emigrou para a Venezuela.
Antes de se tornar uma atriz, Natalia Streignard concorreu no concurso Miss Venezuela, onde foi finalista. Sua carreira começou pouco depois do concurso (em 1992), com apoio e estrelando papéis em várias telenovelas venezuelanas. 
Algumas de suas produções mais lembrados são Pedacito de cielo da (Marte TV, 1993), Sol de tentación pela (Venevisión, 1996), Mi destino eres tú na (Televisa, 2000), Mi Gorda Bella na (RCTV, 2002), ¡Anita, não te rajes! (RTI, Telemundo, 2004), e La Tormenta também (RTI, Telemundo, 2005-2006). 
Ela também foi a protagonista da novela El Juramento outra produção da Telemundo, onde dividiu cenas com Osvaldo Ríos, Susana Dosamantes, e Dominika Paleta.

## Vida Pessoal
Natalia Streignard se casou com ator cubano Mario Cimarro eles se conheceram quando gravaram a novela La mujer de mi vida, em 1998. Mais tarde no mesmo ano, se casaram. Dois anos depois  se separaram, e em seguida tentaram uma nova reconciliação. Em 2006 Streignard e Cimarro se separaram novamente. No final de 2006 eles anunciaram seu divórcio, em setembro de 2008 Natalia se casou pela segunda vez com o empresário Donato Calandriello.

## Carreira

### Telenovelas
- El Juramento (2008)... Andrea Robles Conde
- La Tormenta (2005/6)... María Teresa Montilla
- ¡Anita, no te rajes! (2004)... Ariana Dupont Aristizábal de Contreras
- Mi gorda bella (2002)... Valentina Villanueva Lanz de Villanueva / Bella de la Rosa Montiel
- La Niña de mis ojos (2001)... Isabel Díaz Antoni
- Soledad (2001)... Deborah Gutiérrez
- Mi destino eres tú (2000)... Sofía Devesa Leyva
- La Mujer de mi vida (1998)... Barbarita Ruiz de Montesinos
- Amada Enemiga (1997)... María Laura Andueza
- Sol de tentación (1996)... Sol Romero
- Pedacito de cielo (1993)... Angelina